# Tomatensap

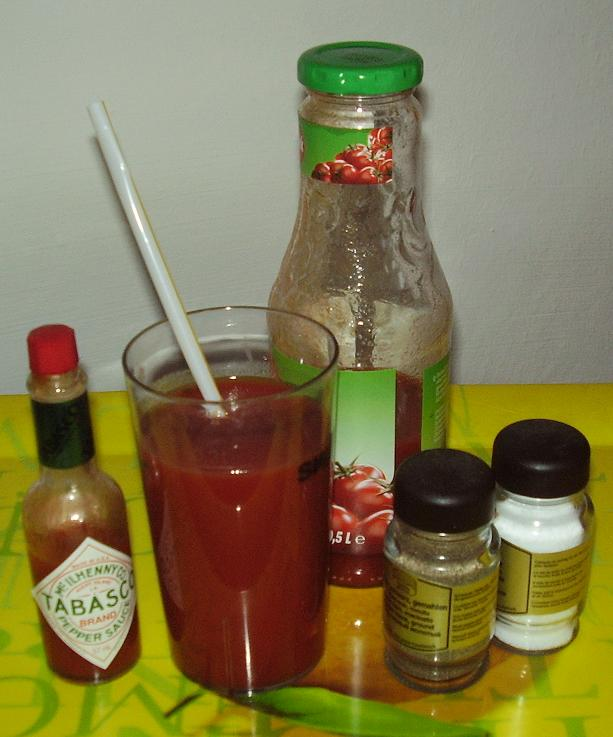
Tomatensap met tabasco is een populaire combinatie

Tomatensap is het sap dat wordt verkregen uit tomaten, vaak met toegevoegd zout. Tomatensap wordt puur gedronken, met wat tabasco of peper of als ingrediënt in een cocktail.

## Geschiedenis
Naar verluidt werd tomatensap voor het eerst in 1917 geserveerd als drankje in het French Lick Springs Hotel in het zuiden van de Amerikaanse staat Indiana. De chef-kok had geen sinaasappelen meer voor het sinaasappelsap bij het ontbijt en perste dus tomaten om het sap als alternatief te serveren. In de Verenigde Staten begon men in de jaren 20 van de 20e eeuw massaal tomatensap te produceren en werd het in de volgende jaren een populaire drank bij de maaltijd.

## Productie
De meeste producenten van tomatensap voegen (zee)zout toe voor de smaak. Sommige verpakte tomatensappen bevatten ook citroensap en specerijen als uienpoeder of knoflookpoeder.
In Canada moet tomatensap volgens de wet een gepasteuriseerde en ongeconcentreerde drank zijn, bereid uit rijpe, hele tomaten zonder schil en zonder toevoeging van water. Het mag op smaak zijn gebracht met zoetstof, citroenzuur en zout. In de Verenigde Staten wordt tomatensap meestal gemaakt van tomatenpasta.

## Gezondheid
Een bestanddeel van tomatensap is de antioxidant lycopeen. Volgens twee in 2002 gepubliceerde onderzoeksrapporten vermindert deze stof mogelijk de kans op prostaatkanker. Volgens het Amerikaanse ministerie van Landbouw heeft een half glas (120 ml) tomatensap de volgende voedingswaarden:
- Calorieën: 20 kcal
- Vetten: 0 gram
- Koolhydraten: 5 gram, waarvan 4 gram suikers
- Proteïnen: 1 gram
- Cholesterol: 0 milligram
- Natrium: 330 milligram

## Toepassingen

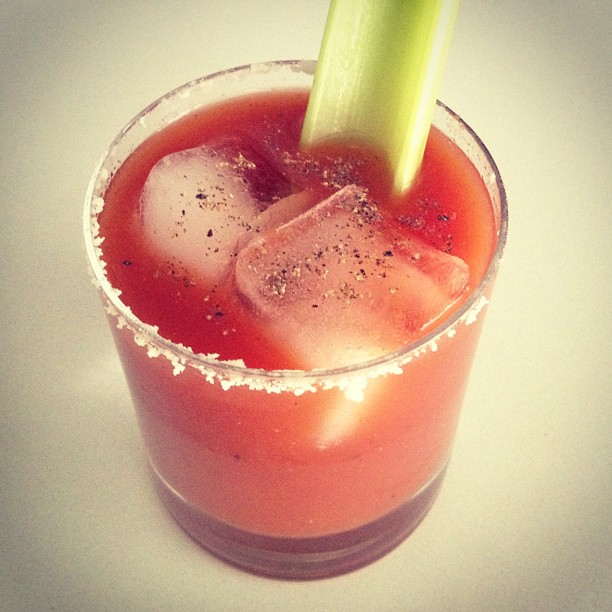
Een glas bloody mary

Tomatensap wordt niet alleen puur of met wat druppels tabasco of wat peper gedronken, maar wordt ook vaak gebruikt voor alcoholhoudende cocktails. Tomatensap gemengd met bier is bijvoorbeeld een populaire cocktail in Canada (Calgary Red-Eye) en Mexico (Cerveza preparada). Daarnaast is tomatensap het hoofdingrediënt van de cocktail bloody mary.
Tomatensap heeft populariteit verworven onder vliegtuigpassagiers. De vliegtuigmaatschappij Lufthansa bijvoorbeeld schonk meer dan 1,7 miljoen liter tomatensap in 2008, een half miljoen liter meer dan bier. Uit onderzoek bleek dat door de verandering in luchtdruk ook de smaaksensaties veranderen, waardoor het zout, de suiker en de specerijen in het tomatensap minder sterk smaken dan wanneer het drankje op de grond wordt genuttigd.